# Lovelyz
Lovelyz (em coreano:  러블리즈) é um grupo feminino sul-coreano formado em 2014, pela Woollim Entertainment. O grupo consiste em oito integrantes, sendo elas: Baby Soul, Jiae, Jisoo, Mijoo, Kei, Jin, Sujeong e Yein. Seu álbum de estreia, Girls' Invasion, foi lançado a 17 de novembro de 2014. 

## História

### Pré-estréia
Baby Soul fez sua primeira aparição em 2011 ao participar da canção "Crying" do Infinite H, incluída no álbum do Infinite, Over The Top. Em novembro de 2011, ela fez sua estreia como artista solo e lançou seu single de estreia No Better Than Strangers com a participação de Wheesung. Apesar de ser uma cantora novata, a canção de estreia de Baby Soul alcançou o topo em várias paradas musicais, tais como Cyworld Music e Bugs. Em janeiro de 2012, Baby Soul fez sua primeira apresentação ao vivo no Second Invasion Concert do Infinite. Ela apresentou "Crying" juntamente com Infinite H. Pouco tempo depois, Baby Soul e a ex-trainee da Woollim, Yoo Jia, lançaram o single She's A Flirt com a participação de Dongwoo do Infinite. Mais uma vez, esse single chegou ao topo de diversas paradas musicais. Em julho de 2012, ela apresentou-se com Sunggyu e Dongwoo do Infinite no Immortal Song 2 com a canção Woman On The Beach. Em 2013, Baby Soul participou da canção do Infinite H chamada "Fly High".
Em 2010, Jiae fez sua primeira aparição como irmã mais nova do Infinite na pré-estreia do reality show Infinite! You're My Oppa. Após dois meses de filmagens com Infinite, Jiae fez o teste e entrou na Woollim Entertainment como trainee. Ela fez sua estreia oficial com o single digital Delight com a participação de Baro do B1A4 no vídeo musical.
Jin fez sua primeira aparição em novembro de 2013 com a canção chamada Gone com a participação de Xiumin do EXO e a atriz Kim Yoo Jung no vídeo musical. Jin fez sua primeira aparição ao vivo no '2014 Infinite Concert: That Summer 2. Ela apresentou uma canção chamada "Life Goes On" com Infinite H.
Em 27 de dezembro de 2013, Baby Soul, Jiae, Jisoo, Mijoo, Kei, Jin e Sujeong fizeram uma apresenção no KBS Gayo Daechukje 2013. Elas foram as dançarinas da apresentação de Man in Love do Infinite.
Mijoo fez sua primeira aparição em maio de 2014. Ela participou como atriz principal no vídeo musical de Last Romeo do Infinite.

### 2014: Estreia comGirls' Invasion
Em 3 de novembro, a Woollim Entertainment anunciou a estréia de Lovelyz através de uma imagem teaser. Após o anúncio, a integrante Jisoo se tornou alvo de rumores online que giravam em torno de sua orientação sexual e de acusações dela ter abusado de suas ex-namoradas. Como resultado, Jisoo foi afastada das atividades do grupo e foi internada no hospital para receber tratamento médico para o choque mental.
Jisoo e representantes da agência foram posteriormente à Delegacia de Polícia de Mapo, para apresentar provas e começar as investigações. A polícia identificou a pessoa que espalhou os rumores, e as investigações começaram. Em 20 de novembro, Jisoo foi liberada do hospital e passou a morar com seus pais.
No dia 10 de novembro, Lovelyz realizou o pré-lançamento da canção Good Night Like Yesterday. Sua exibição de estréia ocorreu em 12 de novembro no K-ART Hall, no Parque Olímpico, e sua apresentação de estréia aconteceu no dia seguinte no M! Countdown. O álbum de estréia do grupo, Girls' Invasion, e o vídeo musical para a faixa principal, Candy Jelly Love, foram lançados em 17 de novembro.
No dia 21 de dezembro, o grupo participou do festival musical anual SBS Gayo Daejeon para o grupo Strong Babies, que apresentou novos grupos de K-pop estreou. Lovelyz performou Candy Jelly Love e Moves Like Jagger junto com Red Velvet, Winner e Got7.

### 2015:Hi~,Lovelyz8eLovelinus
Em 11 de fevereiro de 2015, a Woollim Entertainment anunciou que Jisoo ainda ficaria afastada do grupo, pois a polícia ainda estaria investigando o seu caso. O álbum do grupo foi re-lançado em 3 de março com uma nova faixa principal, intitulada 안녕 (Hi ~). O vídeo musical da faixa foi lançado no dia 2 de março.
Em 17 de abril, o grupo começou as promoções para o re-lançamento de seu álbum de estréia com outra nova faixa, 놀이공원 (Amusement Park). Elas continuaram a promover até o dia 30. Em 22 de abril, o grupo performou no KCON 2015 Japan M!Countdown para mais de 15.000 pessoas. No dia 23 de maio, o grupo performou no Dream Concert no Seoul World Cup Stadium.
Em 24 de agosto, Lovelyz performou no Korea Brand e Entertainment Expo em Xangai, junto de Infinite. No mesmo dia, a Woollim Entertainment anunciou através de seu twitter que Jisoo estaria retornando de volta ao grupo, e o grupo iria retornar com seu primeiro mini-álbum intitulado Lovelyz8.
O single de pré-lançamento chamado Shooting Star foi lançado em 14 de setembro. Em 30 de setembro, o vídeo musical da faixa principal, Ah-Choo, com uma aparição do integrante Hoya do Infinite. O mini-álbum foi lançado oficialmente em 1 de outubro.
Em 31 de outubro, o grupo foi convidado no You Hee-yeol's Sketchbook onde elas performaram um cover da faixa de Michael Jackson, Beat It. A performance foi transmitida no canal americano Fox News Channel. Ah-Choo tem mantido sua posição nas principais paradas nos charts coreanos de 2015 até 2016, tornando-se o maior hit do grupo.
Lovelyz realizou seu primeiro encontro de fãs e um mini-concerto, "Lovely Day", em 5 de dezembro na Ax Korea. Os bilhetes foram vendidos nos primeiros cinco minutos logo após começarem as vendas. Em 7 de dezembro, o grupo lançou seu primeiro single-álbum Lovelinus, e também confirmou que Lovelinus seria o nome oficial de seu fã clube. O vídeo musical da faixa principal For You foi lançado no mesmo dia.

### 2016:A New Trilogy
O primeiro reality show de Lovelyz, "Lovelyz in Wonderland" foi ao ar em 2 de fevereiro na SBS MTV. A faixa Ah-Choo ainda permanece nas melhores posições dos charts coreanos, desde o seu lançamento em setembro de 2015.
Em 25 de abril, o grupo lançou seu segundo mini-álbum, A New Trilogy, acompanhado do MV da faixa principal Destiny. Destiny estreou com o número 7 no Gaon Digital Chart, tornando-se seu maior hit até o momento.
Em 3 de junho, durante as promoções de Destiny, a integrante Mijoo acabou torcendo seu tornozelo, e ela acabou entrando em pausa por uma semana. O grupo continuou a promover como sete integrantes.
Em novembro de 2016, Lovelyz anunciou a realização de seu primeiro show solo intitulado "Lovelyz em Winterland no Blusquare Samsung Card Hall" que seria realizado entre 13 de janeiro w 15 de janeiro de 2017. No concerto, revelou-se que Lovelyz faria um retorno em fevereiro .
Woollim Entertainment anunciou que a Lovelyz estava preparada para lançar seu segundo álbum de estúdio RU READY? em 27 de fevereiro. Woollim Entertainment anunciou que Yein tinha ferido o tornozelo durante a prática para o retorno e pode não ser capaz de promover. Em 2 de março, Woollim Entertainment confirmou que Yein não estará participando desse retorno devido ao fato de o tornozelo estar ferido. Foi confirmado que Yein se juntará às promoções em 23 de março para o M! Countdown depois de se recuperar de uma lesão.
Após seu segundo lançamento do álbum de estúdio, que fez uma volta rápida com seu segundo álbum repaginado intitulado Now We em 2 de maio. Eles também ganharam a sua primeira música transmissão troféu no dia 16 de maio, através do The Show.
Em 1 de junho, a Woollim Entertainment anunciou que a Lovelyz realizará seu segundo concerto solo, intitulado Alwayz, no Olympic Olympic Olympic Park, entre 29 de julho de 30 de julho de 2017. A pré-venda de ingressos para os fãs foi aberta no dia 21 de junho e foi vendida em cinco minutos. O bilhete disponível para público em geral em 23 de junho e foi esgotado dentro de um minuto.

## Integrantes

### Baby Soul
Baby Soul (em coreano:  베이비소울), nascida Lee Soo-jung (em coreano:  이수정) em 6 de julho de 1992 (32 anos) em Gwangju, Coreia do Sul. Sua primeira aparição ocorreu em 2011, apresentando a canção Crying junto com Infinite H. Em novembro de 2011, ela estreou como artista feminina solo com o single No Better Than Stranger, com o cantor Wheesung. Em janeiro de 2012, Baby Soul fez sua primeira aparição ao vivo no Infinite's Second Invasion Concert apresentando Crying com Infinite H. Pouco depois, Baby Soul e a ex-estagiária Yoo Ji-ah lançaram um single intitulado She's A Flirt com Dongwoo do Infinite. Em julho de 2012, ela participou do programa Immortal Songs com Sunggyu e Dongwoo, apresentando a canção Woman On The Beach. Em 2013, ela participou da canção Fly High do Infinite H.

### Jiae
Jiae (em coreano:  지애), nascida Yoo Ji-ae (em coreano:  유지애) em 21 de maio de 1993 (31 anos) em Seul, Coreia do Sul. Jiae fez sua estreia ao mesmo tempo que o Infinite, em seu reality show Infinite You Are My Oppa. Depois de dois meses de filmagens com Infinite, ela realizou uma audição para a Woollim Entertainment e se tornou estagiária. Inicialmente assinado para Woollim Entertainment como atriz, Jiae expressou seu interesse em cantar. Em 2012, ela fez uma aparição estagiários Running Man com outros formandos. Em 2014, Jiae fez sua estreia solo Delight, com a participação de Baro do B1A4 no vídeo musical.

### Jisoo
Jisoo (em coreano:  지수), nascida Seo Ji-soo (em coreano:  서지수) em 11 de fevereiro de 1994 (31 anos) em Incheon, Coreia do Sul. Antes de se juntar ao grupo, ela ficou conhecida por sua habilidade de imitar sons de animais, no programa Korea's Got Talent. Durante as promoções de Destiny, Mijoo torceu seu tornozelo e ficou algumas semanas sem promover com o grupo.  Foi convidada no episódio 313 de Running Man e competiu em um show de dança chamado Hit The Stage.

### Kei
Kei (em coreano:  케이), nascida Kim Ji-yeon (em coreano:  김지연) em 20 de março de 1995 (30 anos) em Incheon, Coreia do Sul. Em dezembro de 2015, Kei lançou uma faixa intitulada Love Like That para a trilha sonora do drama de KBS, Oh My Venus. Mais tarde, ela lançou uma faixa Shooting para a trilha sonora do drama MBC, Lucky Romance em 25 de maio de 2016. Ela iniciou sua carreira de atriz em 2016, com o papel principal no web-drama Matching! Boys Archery Club. Ela foi concorrente no programa Girls Spirit da JTBC, que começou a ser exibido em 19 de julho de 2016. Ela lançou uma faixa Star and Sun para a trilha sonora do drama Monarch - Owner of the Mask em maio de 2017.

### Jin
Jin (em coreano:  진), nascida Park Myung-eun (em coreano:  박명은) em 12 de junho de 1996 (28 anos) em Busan, Coreia do Sul. Jin estreou como artista solo em 2013 com a música Gone, que apresentou Xiumin do EXO e atriz Kim Yoo Jung como os atores principais do vídeo musical.

### Sujeong
Sujeong (em coreano:  류수정), nascida Ryu Su-jeong (em coreano:  류수정) em 19 de novembro de 1997 (27 anos) em Daejeon, Coreia do Sul. Em janeiro de 2015, Sujeong apresentou Bump com Infinite H. Em 2016, Soojeong gravou The Beginning Of Love apresentado YoungJun do Brown Eyed Soul. Soojung lançou a trilha sonora Sunny Day para The Second Last Love com Baby Soul. Em abril de 2017, foi anunciado que Soojeong será um dos membros principais do elenco do novo programa de variedadea de KBS2, Idol Drama Operation Team, e se apresentou como responsável pelos instrumentos musicais, pois ela pode tocar teclado e guitarra.

### Yein
Yein (em coreano:  예인), nascida Jung Ye-in (em coreano:  정예인) em 4 de junho de 1998 (26 anos) em Incheon, Coreia do Sul. Ela foi trainee da JYP Entertainment e mudou-se para a Woollim Entertainment em julho de 2014.

## Discografia
- Girls' Invasion (2014)
- R U Ready? (2017)